# باذل مشهدی
میرزامحمد رفیع معروف به رفیع خان و متخلص به باذل، از امرا و پارسی‌گویان شبه قاره هند در قرون یازدهم و دوازدهم بود.

## تبار
او خود را از نوادگان خواجه شمس‌الدین محمد صاحب دیوان جوینی می‌دانست. پدرش میرزا محمود مشهدی در روزگار شاهجهان از مشهد به هندوستان رفت و در حکومت شاهجهان به مقاماتی دست یافت. محله‌های محمود پوره در شهرهای اورنگ آباد و برهانپور به نام اوست و قبرش نیز در محمود پوره برهانپور واقع است. عموی باذل، میرزا محمد طاهر ملقب به وزیر خان (متوفی ۱۰۸۳)، نیز در همان زمان به هند رفت و در ایام شاهزادگی اورنگ زیب عالمگیر مقرّبِ او بوده‌است. بعداً عالمگیر او را به ترتیب به صوبه‌داری (فرمانداری) برهانپور و اکبرآباد و مالوه منصوب کرد. عموی دیگر باذل، میرزا جعفر سروقد، در مشهد مدرسه داشت؛ اما سه پسر او، نورالدین محمدخان (متوفی ۱۱۲۶) و فخرالدین محمدخان (متوفی ۱۱۳۹) و کفایت خان، به هند رفتند و به خدمات دیوانی پرداختند.

## زندگی
باذل در شاهجهان آباد (دهلی کنونی) زاده شد. نخست نزد شاهزاده معزالدین، فرزند عالمگیر، به شغل دیوانی پرداخت. سپس از سوی عالمگیر، حاکم بانْس بَریلی و بعد مأمور حراست قلعه گوالیار شد، اما پس از وفات عالمگیر (۱۱۱۸) از خدمت عزل شد و در دهلی عزلت اختیار کرد و در ۱۱۲۳ در همان‌جا درگذشت. او مردی بود متصف با فضایل اخلاقی که به برآوردن نیاز مردم اهتمام داشت. شهرتش بیشتر به سبب شاعری و سرودن حمله حیدری است.
باذل با ناصر علی سرهندی (متوفی ۱۱۰۸)، شاعر نامدار آن روزگار، مصاحبت داشت. اما سرهندی او را در مجلس خود استهزا کرد. سراج الدین علی خان آرزو شاهجهان آبادی (۱۰۹۹–۱۱۶۹) نیز در هفده سالگی در گوالیار با او ملاقات کرده‌است. باذل غزل و مثنوی می‌سرود و غزلهایش در تذکره‌هایی که شرح حال او را آورده‌اند نقل شده‌است.

## آثار
- انشای باذل، نمونه نثر فارسی اوست که میر علیرضا حسینی سبزواری و جعفر سیّاح در بیاض مشترک خود (تألیف ۱۰۸۷–۱۰۸۹ در برهانپور) آورده‌اند. نسخه خطّی این بیاض در موزه ملی پاکستان، کراچی به شمارة ۲۶۶–۱۹۶۳، N. M. موجود است
- اعتقادیه، منظومه‌ای در پانزده بند در حمد خدا و نعت پیامبر، که در آن بیاض (ص ۴۹۳–۴۹۸) نقل شده‌است
- دیوان باذل که به گفته ایمان (متوفی ۱۲۲۶) پر از اشعار دلپذیر بوده‌است (ص ۱۱۰). آنچه در فهرس المخطوطات الفارسیه، (ج ۲، ص ۷۲)، به عنوان کلیات باذل مشهدی آمده‌است، با کلیات میرزامحمد رفیع سودای شاهجهان آبادی (۱۱۲۵–۱۱۹۵) مطابقت دارد (رجوع کنید به سودای شاهجهان آبادی، ج ۲، ص ۳).
- حمله حیدری، معروفترین اثر او، حماسه‌ای دینی است در سیره محمد و خلفای راشدین تا پایان خلافت عثمان بن عفان که به تقلید شاهنامه فردوسی به بحر متقارب سروده شده‌است.

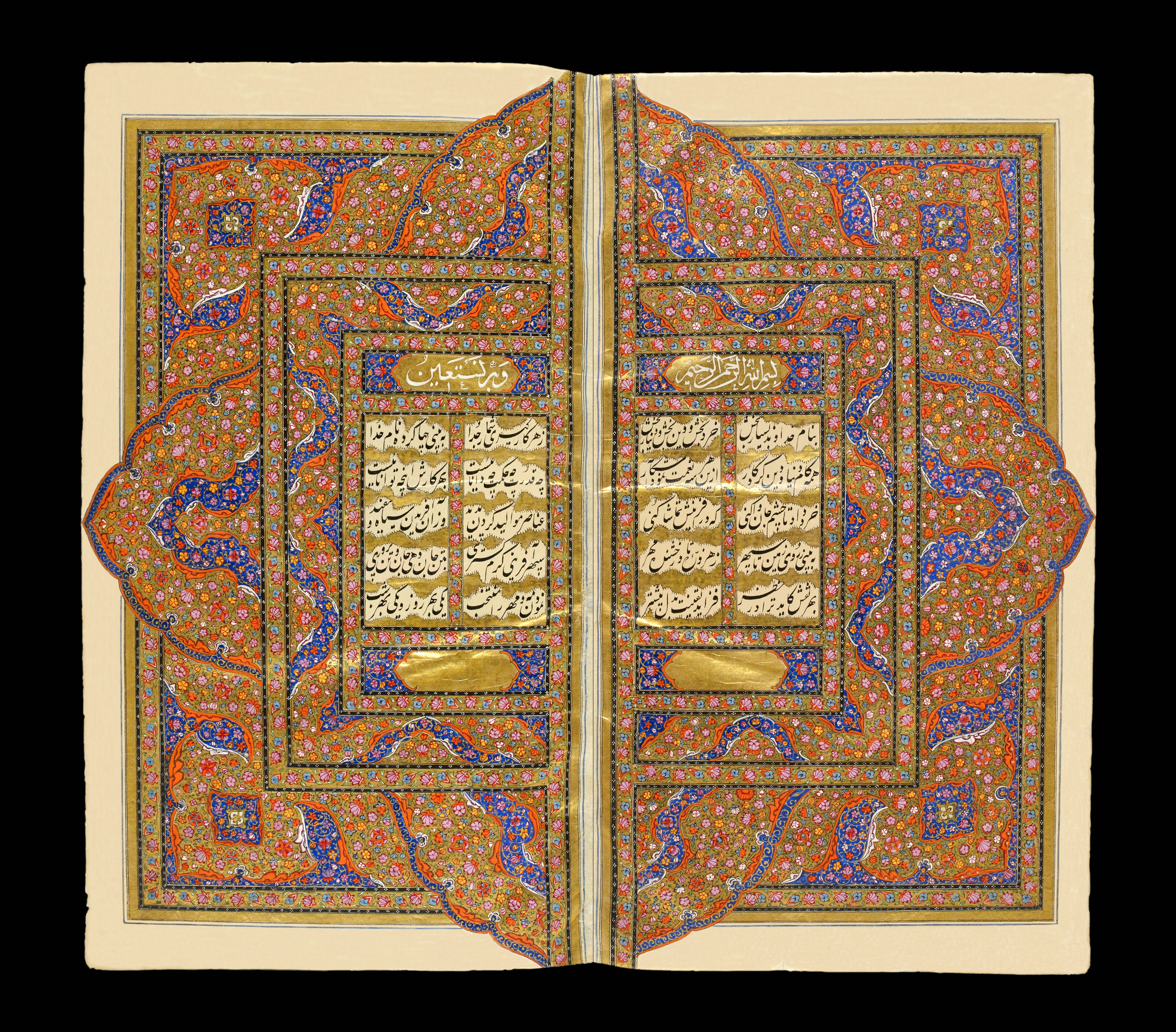
نسخه‌ای کهن از کتاب حملهٔ حیدری، اثر باذل مشهدی - ۱۸۰۸ میلادی

این اثر، روایت منظوم معارج النبوة فی مدارج الفتوة تألیف معین الدین فراهی در ۹۰۷ است و مفاد بسیاری از احادیث نبوی در آن مندرج است. تعداد ابیات آن را از ۲۸٬۰۰۰ تا ۹۰٬۰۰۰ ذکر کرده‌اند؛ اما قولِ صاحبِ کلمات الشعرا، که آن را در حدود ۴۰٬۰۰۰ می‌داند، مقبول‌تر است زیرا این تذکره در زمان حیات باذل (ح ۱۱۱۵)، تألیف شده‌است و تا آن زمان هنوز تکمله‌ای برای حمله حیدری سروده نشده بود. تاریخ دقیق آغاز و اتمام سرودن این منظومه مشخص نیست. اته (ج ۱، ش ۹۰۰)، به استناد قول ویلهلم پرچ (فهرست برلین، ص ۵۳۴) می‌نویسد که باذل پنجاه سال به سرودن آن مشغول بوده و کار او در ۱۱۱۹ به پایان رسیده‌است. اما باید در نظر داشت که پیش از آن، مؤلف کتاب کلمات الشعرا به این مثنوی هم طوری اشاره کرده که گویی تا آن زمان به اتمام رسیده بوده‌است (سرخوش، ص ۱۰–۱۱). وقتی که آرزو شاهجهان آبادی در حدود ۱۱۱۶ باذل را در گوالیار دید، او مشغول سرودن این مثنوی بود (مجمع النفائس). این مثنوی در قلمرو زبان فارسی، به ویژه در جامعه شیعیان، بسیار شایع بوده و در امام باره (حسینیه)های هندوستان به عنوان کتاب روضه خوانده می‌شده‌است (صبا، ص ۳۲۴، ذیل ترجمة میرزا آقاجان زائر لکهنوی که از احفاد باذل و در زمره کتابخوانان و روضه خوانان لکهنو بود و حمله حیدری را خوب می‌خواند). کثرت نسخ خطّی آن در کتابخانه‌های جهان نیز مؤید رواج آن است. حمله حیدری سه بار در هندوستان و یک بار در ایران چاپ شده‌است. علی ابراهیم خان خلیل (متوفی ۱۲۰۸) در خلاصه الکلام، که تذکرة مثنویات است، گزیده آن را آورده‌است. دو مثنوی دیگر نیز با همین عنوان و در همین موضوع، یکی سروده ملاّ بمان علی راجی کرمانی (متوفی ۱۲۳۷–۱۲۴۱) و دیگری ازگل احمد، چاپ شده‌است (مشار، ج ۲، ص ۱۸۲۱–۱۸۲۲).
چون منظومه باذل ناتمام مانده بود، پس از او شاعران دیگر به تکمیل آن پرداختند و وقایع عهد خلافت و جنگهای علی را سرودند و بر آن افزودند. از این گونه افزوده‌ها و نظیره‌ها مثنوی‌هایی در دست است:
- از سید ابوطالب فندرسکی اصفهانی، معاصر شاه سلیمان صفوی، زنده در ۱۱۲۴، در ۵٬۰۰۰ بیت، درباره احوال علی، و وقایع جنگهای جمل و صفین و نهروان تا واقعه کشته‌شدن علی؛
- از میرزا ارجمند متخلص به آزاد، و جنون کشمیری (متوفی ۱۱۳۴)، فرزند عبدالغنی بیگ قبول، که به خواهش پسر عموی باذل به تألیف آن پرداخته و آن را در ۱۱۳۱ به پایان رسانیده‌است. همین تکمله به خطا به محمد صادق آزاد و غلام علی آزاد بیلگرامی نیز منسوب شده‌است (ریو، ج ۲، ص ۷۱۹؛ استوری، ج ۲، ص ۸۴۳)؛
- از شاعری به نام نجف که تکمله ابوطالب فندرسکی را به دست آورده و در ۱۱۳۵ به منظور پیوستن این دو منظومه به یکدیگر ابیاتی سروده و آن‌ها را به صورت یک کتاب درآورده‌است؛
- حربه حیدری از شاعری به نام کرم، تألیف ۱۱۳۵–۱۱۵۰؛
- اعلام ماتم یا حمله حسینی از محمد محسن تتوی (تألیف ۱۱۳۶)؛
- صولت صفدری از محب علی خان حکمت (تألیف ۱۱۴۳)؛
- جذبه حیدری از عبدالعلی احسن بنگالی (تألیف ۱۱۴۴–۱۱۵۱) که بعداً شاعری به نام شاه کوثر، ابیاتی در تعریف آن سروده و آن را نیز به جذبه حیدری موسوم کرده‌است؛
- از سید پسند علی بلگرامی، (چاپ آگره، ۱۳۰۵)؛ ۹) محاربه غضنفری یا جذبه حیدری (چاپ مرادآباد، ۱۳۰۹).

## ترجمه‌های اردو
- حرب حیدری از محمد نوروز حسن بلگرامی (پس از ۱۲۵۲)؛ از سید ذوالفقار علی صفا (متوفی ۱۲۶۰)؛
- هیبت حیدری، منظوم، از واجد علی اختر شاه اَوَده (۱۲۶۵)؛
- از سید ابرار حسین (متوفی ۱۳۰۰)؛
- ترجمة منظوم از میرمحمد حسن علی خان حسن سندی (متوفی ۱۳۲۴)؛
- حربه حیدری یا غزوه حیدری از حیدر میرزا (چاپ لکهنو)؛
- غزوات حیدری از سیدمحسن علی (چاپ لکهنو)؛
- غلبة حیدری؛
- محاربه صفدری؛
- ترجمة منظوم از محمد میرزابن تجلی علی‌شاه.